# Champvallon
Champvallon foi uma comuna francesa na região administrativa de Borgonha-Franco-Condado, no departamento de Yonne. Estendia-se por uma área de 6,79 km². Em 2010 a comuna tinha 607 habitantes (densidade: 89,4 hab./km²).
Em 1 de janeiro de 2017, passou a formar parte da nova comuna de Montholon.